# Ayoub Ghadfa
Ayoub Ghadfa (* 6. Dezember 1998 in Marbella als Ayoub Ghadfa Drissi El-Aissaoui) ist ein spanischer Boxer marokkanischer Abstammung und Europameister 2024 im Superschwergewicht.

## Karriere
Ayoub Ghadfa startete seine internationale Karriere 2018 und wurde noch im selben Jahr Viertelfinalist der Mittelmeerspiele sowie Viertelfinalist der World University Championships, darüber hinaus gewann er eine Bronzemedaille bei der EU-Meisterschaft; durch einen Sieg gegen Clemente Russo hatte er das Halbfinale erreicht, wo er gegen Petar Belberow ausgeschieden war.
2019 wurde er Spanischer Meister, schied bei den Europaspielen gegen Iwan Werjassow aus und startete bei der Weltmeisterschaft, wo er diesmal Petar Belberow besiegte, aber im Achtelfinale gegen den späteren Silbermedaillengewinner Qamschybek Qongqabajew unterlag.
Bei der europäischen Olympiaqualifikation 2020 verlor er erneut in der Vorrunde gegen Iwan Werjassow.
2021 wurde er erneut Spanischer Meister, gewann eine Bronzemedaille bei der U22-Europameisterschaft und nahm an der Weltmeisterschaft teil, wo er im Achtelfinale gegen den späteren Bronzemedaillengewinner Nigel Paul ausschied.
Bei der Europameisterschaft 2022 besiegte er Djamili-Dini Aboudou, den amtierenden Vizeweltmeister Dawit Tschalojan und den amtierenden U22-Europameister Ahmed Hagag, ehe er im Finalkampf gegen Nelvie Tiafack unterlag und Vizeeuropameister wurde. Zudem gewann er 2023 eine Bronzemedaille im Superschwergewicht bei der Weltmeisterschaft in Taschkent.
Bei den Europaspielen 2023 in Krakau unterlag er im Viertelfinale mit 2:3 gegen Nelvie Tiafack. Bei der Europameisterschaft 2024 in Belgrad gewann er die Goldmedaille.
Beim 2. olympischen Qualifikationsturnier im Juni 2024 in Bangkok siegte er gegen den Kanadier Doni George Foreman, den Tadschiken Muhammad Abroridinow und den Österreicher Ahmed Hagag, womit er sich als bislang erster Boxer aus der Provinz Málaga für die Olympischen Spiele 2024 in Paris qualifizierte. Dort zog er mit Siegen gegen Qamschybek Qongqabajew aus Kasachstan und Dawit Tschalojan aus Armenien in das Halbfinale ein, wo er Djamili-Dini Aboudou besiegte. Beim Kampf um die Goldmedaille unterlag er dann gegen Bahodir Jalolov.